# Carmelina Delfin
Carmelina Delfín va ser una compositora i pianista nascuda a Cuba en la dècada de 1920.
El dia de l'Alliberament de Cuba de 1943 va actuar en un concert al Carnegie Hall i en nombrosos altres concerts, sovint interpretant les seves pròpies obres. Es desconeixen les dates de naixement i mort de Carmelina Delfín. Només se sap que va venir al món a l'Havana, mentre que el seu decés, a avançada edat, va ocórrer a Nova York.

## Com a intèrpret
Va començar els estudis musicals al conservatori "Peyrellade" on va obtenir medalles d'or, plata i bronze en quart, cinquè i sisè anys de piano.
El 10 de juny de 1928 es va presentar al Teatre Nacional (avui Gran Teatro de La Habana), amb l'Orquestra Filharmònica de l'Havana i posteriorment amb l'Orquestra Simfònica.
Va viatjar als Estats Units l'any 1936. Allà va iniciar una gran gira per tot el país i el Canadà.
El 10 octubre 1943 va actuar com a solista en la Carnegie Hall de Nova York interpretant Rapsòdia Negra per a piano i orquestra d'Ernesto Lecuona.
El 1946 va actuar en un dels escenaris de concerts més important dels Estats Units: la sala The Town Hall de la ciutat de Nova York.

## Com a compositora
Com a compositora, la seva producció musical és heretada del romanticisme i lirisme de Chopin, Mendelssohn i Schumann, però hi ha en ella una necessitat expressiva per desenvolupar melodies en les quals els elements hispànics i africans més caracteritzadors de la cultura musical cubana estan presents.
El seu catàleg es nodreix de cançons cubanes, música simfònica, coral i obres per a piano com a instrument solista. El 1940 la National Broadcasting Company li va oferir un contracte per a la creació d'obres que serien transmeses en un programa radial de gran audiència. El 1942 va ser premiada en un concurs patrocinat per l'Oficina del Coordinador d'Afers Americans, a Washington, amb la composició Himne de les Amèriques, interpretat i gravat en disc per la Banda de la Marina dels Estats Units.

## Obra

### Música simfònica
- Concertino
- Himno de las Américas

### Piano
- Leyenda.
- Impromptu.
- Nocturno en Fa Menor.
- Scherzo en Mi Menor.
- Tres estudios de concierto.
- Capricho español.
- Sonata No. 1
- Sonata No. 2
- Preludio en Do Menor.
- Preludio No. 2 en Si Mayor.
- Preludio No. 5 en Re Mayor.
- Preludio No. 7 en Re Mayor.
- Preludio No. 9 en La Mayor.
- Preludio No. 10 en Mi Menor.
- Preludio No. 12 en Re Menor.
- Bagatela.
- Zapateo.
- Melodía sentimental.
- Vals pasional.
- Nunca lo sabrás.
- Ofrenda.

### Cançons
- Al recordar tu nombre.
- Romanza.
- Amores y pesares.
- Al caer la tarde.
- Bajo una enredadera.
- Quiero de tus labios escuchar.
- Manantial.
- Triste añoranza.
- Bella gitana.
- En el cañaveral.
- Sueños rotos.
- Ofrenda.
- Nunca lo sabrás.[3]